# Терра-ди-Арея
Терра-ди-Арея (порт. Terra de Areia) — муниципалитет в Бразилии, входит в штат Риу-Гранди-ду-Сул. Составная часть мезорегиона Агломерация Порту-Алегри. Входит в экономико-статистический микрорегион Озориу. Население составляет 10 732 человека на 2006 год. Занимает площадь 142,304 км². Плотность населения — 60,2 чел./км².

## История
Город основан 13 апреля 1988 года.

## Статистика
- Валовой внутренний продукт на 2003 год составляет 60.177.033,00 реалов (данные: Бразильский институт географии и статистики).
- Валовой внутренний продукт на душу населения на 2003 год составляет 6.740,26 реалов (данные: Бразильский институт географии и статистики).
- Индекс развития человеческого потенциала на 2000 год составляет 0,773 (данные: Программа развития ООН).